# Aéroport international de Chuuk
L'aéroport international de Chuuk (code AITA : TKK ; code OACI : PTKK) est un aéroport situé sur Weno, l'île principale de l'État de Chuuk, aux États fédérés de Micronésie.

## Situation
| Chuuk Kosrae Pohnpei Ulithi Fais Yap |

## Infrastructures

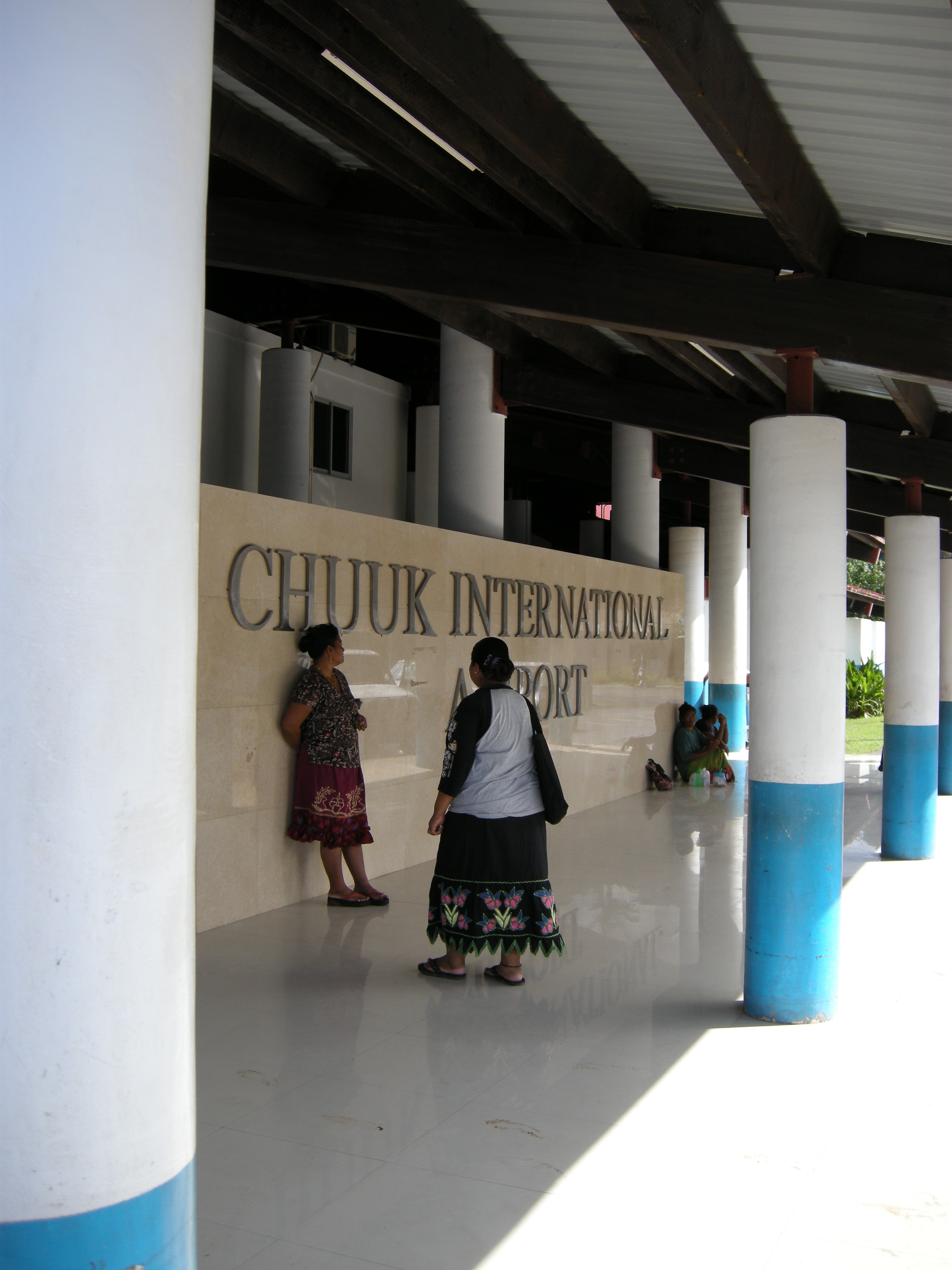
Le hall de l'aéroport.

La piste d’atterrissage et de décollage a une longueur de 1 831 m et une surface en asphalte rainurée.
Le terminal de l'aéroport a été agrandi grâce à un financement de la Chine en 2009/2010,.

## Compagnies aériennes et destinations
Comme pour la plupart des aéroports de la région, le service aérien est limité à cause de la population réduite et du faible trafic touristique. Les seules liaisons à partir de cet aéroport sont effectuées par la compagnie United Airlines (précédemment Continental Micronesia). Il y a deux types de liaisons : le Island Hopper, reliant Chuuk à Guam et Honolulu (trois fois par semaine), ainsi que le vol reliant Guam, Chuuk et Pohnpei (une fois par semaine dans chaque direction).
| Compagnies           | Destinations |
| -------------------- | --- |
| Air Niugini          | Pohnpei, Port Moresby-Jacksons |
| Caroline Islands Air | Charter: Fais, Houk, Onoun, Pohnpei, Ta, île Ulithi (en), Yap                                                                           |
| Nauru Airlines       | Majuro-îles Marshall International, Nauru, Pohnpei, Tarawa (Bonriki)                                                                    |
| United Airlines      | Guam-A.-B.-Won-Pat, Honolulu, Kosrae, Kwajalein-Bucholz (en), Majuro-îles Marshall International, Pohnpei En saison : Manille-N. Aquino |

Édité le 16/03/2017

## Accident

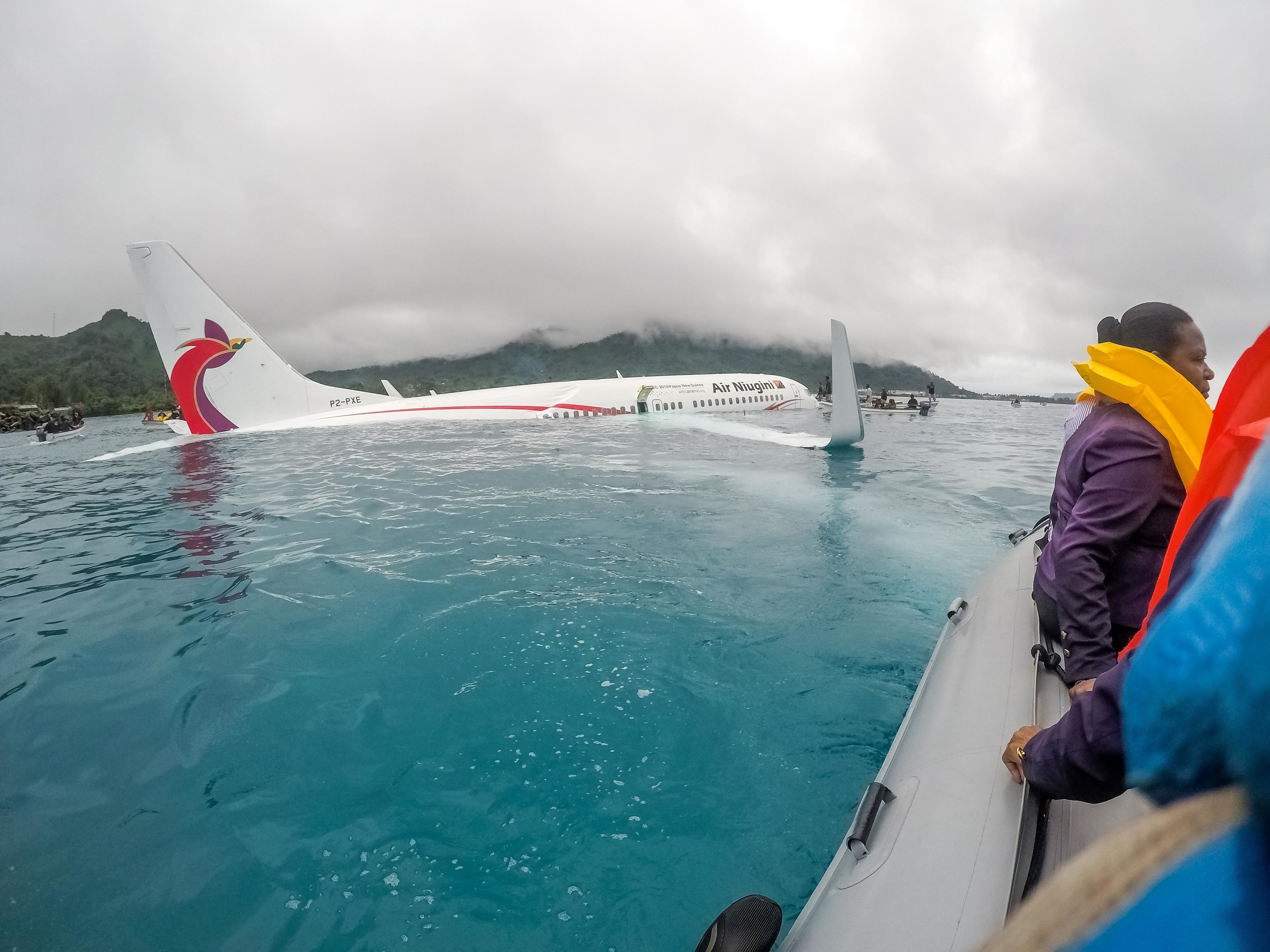
Les opérations de sauvetage

Le 28 septembre 2018, un Boeing 737-800 appartenant à Air Niugini et faisant la liaison de l'île de Pohnpei à l'île de Weno, sous une pluie battante et une visibilité réduite, rate son atterrissage à l'aéroport international de Chuuk et termine sa course dans l'eau du lagon tout proche,. Des habitants des environs avec leurs embarcations viennent secourir les trente-cinq passagers et douze membres d'équipage,. Un passager est retrouvé mort dans la carlingue par des plongeurs trois jours après le crash alors qu'une première inspection par des plongeurs de l'United States Navy n'avait rien révélée et que des témoins ont affirmé avoir vu l'homme à bord d'un bateau,. Six personnes sont grièvement blessées et quatre légèrement,. L'avion a ensuite sombré dans 30 m (100 pieds) d'eau.